# Palladio (film)
Palladio è un film del 2019 diretto da Giacomo Gatti.
Film  biografico che affronta il tema dell'eredità contemporanea dell'architetto rinascimentale Andrea Palladio. La consulenza scientifica del film è curata dall'architetto Gregorio Carboni Maestri. Uscito nelle sale italiane il 20 maggio 2019 distribuito da Magnitudo Film e Chili.

## Trama
In una villa palladiana si incontrano tre studentesse di restauro e studiosi arrivati da tutto il mondo in vista di un convegno su Palladio. Intanto, negli Stati Uniti d'America, un giovane professore universitario chiede ai suoi mentori, Kenneth Frampton. e Peter Eisenman, come riuscire a trasmettere i valori umanistici di Palladio alle nuove generazioni. Il film racconta la vita e le opere del grande architetto veneto evidenziando la sua influenza sulla modernità e, in particolare, sui più importanti edifici pubblici degli Stati Uniti d'America.

## Produzione
Il film è girato in Italia, nelle regioni di Veneto, Lazio e Lombardia, negli Stati Uniti d'America in Virginia, Connecticut, nello Stato di New York, in quello di Washington e a Bruxelles. Le riprese hanno coinvolto la Columbia University di New York, la Yale University di New Haven, l’Università della Virginia di Charlottesville e la Faculté d'architecture de l'université libre de Bruxelles.
Il film ha ottenuto il patrocinio della Thomas Jefferson Foundation e del Landmark Trust ed è uno dei rari film che ha ricevuto l'autorizzazione a riprendere l'interno del Campidoglio di Washington.
Tra le oltre cento architetture mostrate (la maggior parte patrimonio UNESCO) le principali sono:
In Italia:
- Basilica del Redentore di Venezia
- Basilica di San Giorgio Maggiore di Venezia
- Basilica Palladiana di Vicenza
- Fori Imperiali di Roma
- Loggia del Capitaniato di Vicenza
- Palazzo Chiericati di Vicenza
- Pantheon di Roma
- Teatro Olimpico di Vicenza
- Villa Badoer di Fratta Polesine
- Villa Barbaro di Maser
- Villa Caldogno di Caldogno
- Villa Capra La Rotonda di Vicenza
- Villa Emo di Vedelago
- Villa Godi Malinverni di Lugo di Vicenza
- Villa Malcontenta di Mira
- Villa Pisani di Bagnolo
- Villa Pojana di Pojana Maggiore
- Villa Saraceno di Finale di Agugliaro
- Villa Trissino di Vicenza

Negli Stati Uniti d’America:
- Borsa di New York
- Campidoglio di Richmond
- Campidoglio di Washington DC
- Casa Bianca di Washington DC
- Corte suprema degli Stati Uniti d'America di Washington